# Реубен бен-Гошке
Реубен бен-Гошке (Reuben ben Hoshke / Goschke), также Реубен Коген, Реубен бен-Гошке Софер (ивр. אברהם ראובן הכהן סופר‎), Reuben Hoshke HaKohen Sofer), иногда Авраам Реубен (Abraham Reuben; ум. 3 апреля 1673), — раввин и каббалист из Праги, автор сборника «Ялкут Реубени».
«Гошке» — имя его отца, уменьшительное на польском языке от «Иошуа» — было ошибочно принято Де Росси и Цунцом за фамилию.

## Труды
Реубен бен-Гошке — автор следующих книг:
- «Ялкут Реубени[англ.]» («Jalkut Reubeni»; подражание названию «Jalkut Chadasch»[5]) — собрание изречений в алфавитном порядке из разных каббалистических сочинений (изд. Прага, 1660);
- «Ялкут Реубени ха-Гадол» («Jalkut Reubeni ha-Gadol») — каббалистический мидраш к Пятикнижию, согласно порядку глав-«паршийот» (изд. Вильгельмсдорф, 1681);
- «Dabar schebi-Keduschah» — руководство по аскетизму (изд. Зульцбах, 1684);
- «Онег Шабат» («Oneg Schabbath») — каббалистические размышления о субботе, с приложением «Derech Kabbalat Schabbath» (там же, 1684[6]).